# Charlie Fagg

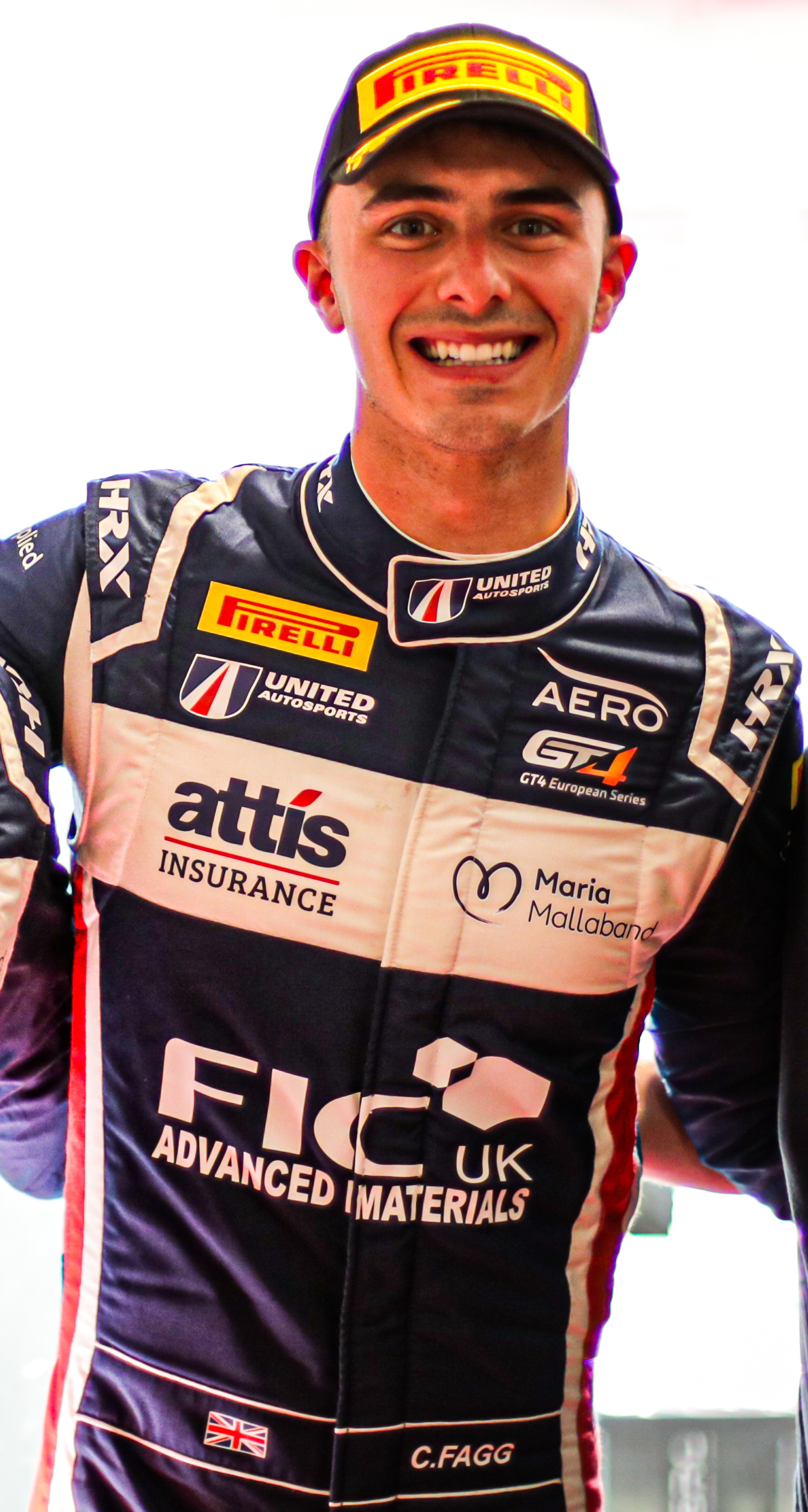
Charlie Fagg 2022

Charles „Charlie“ Fagg (* 18. August 1999 in Durham) ist ein britischer Autorennfahrer.

## Karriere als Rennfahrer
Charlie Fagg begann seine Karriere 2014 in einem Markenpokal. Er fuhr drei Jahre in der Ginetta Junior Winter Series, mit dem besten Ergebnis 2016, als er die Meisterschaft als Vierter beendete (Meister Sebastian Priaulx, der Sohn von Andy Priaulx). 2017 wechselte er in den GT-Sport und startete in der Britischen GT-Meisterschaft- und dem GT4 Europacup.
2018 wurde er auf einem McLaren 570S Dritter in der britischen-GT4-Meisterschaft, ehe er für United Autosports 2021 die europäische GT4-Meisterschaft gewann.
2022 gab er sein Debüt beim 24-Stunden-Rennen von Le Mans und in der FIA-Langstrecken-Weltmeisterschaft. Gemeinsam mit Satoshi Hoshino und Tomonobu Fujii fuhr er in Le Mans einen Aston Martin Vantage AMR, der nach einem Chassisbruch ausfiel. Seine beste Platzierung in der Weltmeisterschaft war der 25. Gesamtrang beim
6-Stunden-Rennen von Fuji.

## Statistik

### Karrierestationen
2016: Ginetta Junior Winter Series (Rang 4)

2018: Britische GT4-Meisterschaft (Rang 3)

2021: Europäische GT4-Meisterschaft (Rang 1)

### Le-Mans-Ergebnisse
| Jahr | Team             | Fahrzeug                 | Teamkollege     | Teamkollege    | Platzierung | Ausfallgrund      |
| ---- | ---------------- | ------------------------ | --------------- | -------------- | ----------- | ----------------- |
| 2022 | D'station Racing | Aston Martin Vantage AMR | Satoshi Hoshino | Tomonobu Fujii | Ausfall     | Chassis Gebrochen |

### Einzelergebnisse in der FIA-Langstrecken-Weltmeisterschaft
| Saison | Team             | Rennwagen                | 1   | 2   | 3   | 4   | 5   | 6   |
| ------ | ---------------- | ------------------------ | --- | --- | --- | --- | --- | --- |
| 2022   | D'station Racing | Aston Martin Vantage AMR | SEB | SPA | LEM | MON | FUJ | BAH |
| 2022   | D'station Racing | Aston Martin Vantage AMR | 27  | 27  | DNF | 32  | 25  | 32  |